# 新生児一過性多呼吸
新生児一過性多呼吸（しんせいじいっかせいたこきゅう、Transient tachypnea of the newborn, TTN）は、出生直後の新生児に見られる呼吸器系の問題。クリアランス機構の障害により胎児の肺胞液が滞留することが原因である。正期産児の呼吸障害の原因としては最も多い。 多呼吸（呼吸数が 60回/分を超える）がみられ、24〜72時間程度で自然軽快することが多い。支持療法を行い、必要に応じて酸素投与や抗菌薬投与を行う。胸部X線写真では、肺血管陰影の増強、横隔膜の平坦化、右肺の小葉間裂の液体貯留、肺の過膨張などがみられる。

## 徴候と症状
新生児一過性多呼吸として、呼吸困難と多呼吸がある。正期産児においては、出生後2時間以内に発症することが多い。

## 病態
帝王切開で娩出した児において新生児一過性多呼吸の発生率が高いことから、肺のリンパ系からの肺胞液の吸収が遅延に起因すると推測されている。この結果、気道抵抗が増加し、肺コンプライアンスが低下する。カテコラミンの濃度が低下し、ENaC チャネル（肺胞液を吸収するのに用いる）が活性化できなくなるためと考えられている。

## 診断
新生児一過性多呼吸の診断は、呼吸窮迫症候群などのより深刻な状態を除外することで行う。 胸部X線検査では、右の小葉間裂に放射線不透過性の線がみられる場合がある。肺が過膨張しているように見えることもある。

## 治療
新生児一過性多呼吸の治療には支持療法が用いられる。具体的には、誤嚥を防ぐために多呼吸の間は経口哺乳を差し控えること、酸素投与、CPAPなどである。出生後のコルチコステロイド投与や非侵襲的呼吸補助（vs. 酸素投与）の有効性は明らかではない 。βアゴニストは新生児の肺胞液のクリアランスを促進するが、エピネフリンやサルブタモール投与の安全性と有効性は明らかではない 。

## 予後
新生児一過性多呼吸は、通常、自然に軽快する。

## 疫学
新生児一過性多呼吸は、早産児のおよそ100人に1人、正期産児の1000人に3.6〜5.7人の割合で発生する。在胎35週以降で分娩試行なく帝王切開で娩出された児に多くみられる。男児や臍帯脱出、新生児仮死の児はリスクが高い。母体の危険因子として、分娩中の麻酔の使用、喘息、糖尿病がある。